# Accident ferroviaire de Quintinshill
L'accident ferroviaire de Quintinshill est la plus grave catastrophe ferroviaire en nombre de victimes au Royaume-Uni. L'accident a lieu le 22 mai 1915 à Quintinshill, près de Gretna Green, en Écosse. Il implique cinq trains et fait 227 morts et 246 blessés,,.

## Contexte

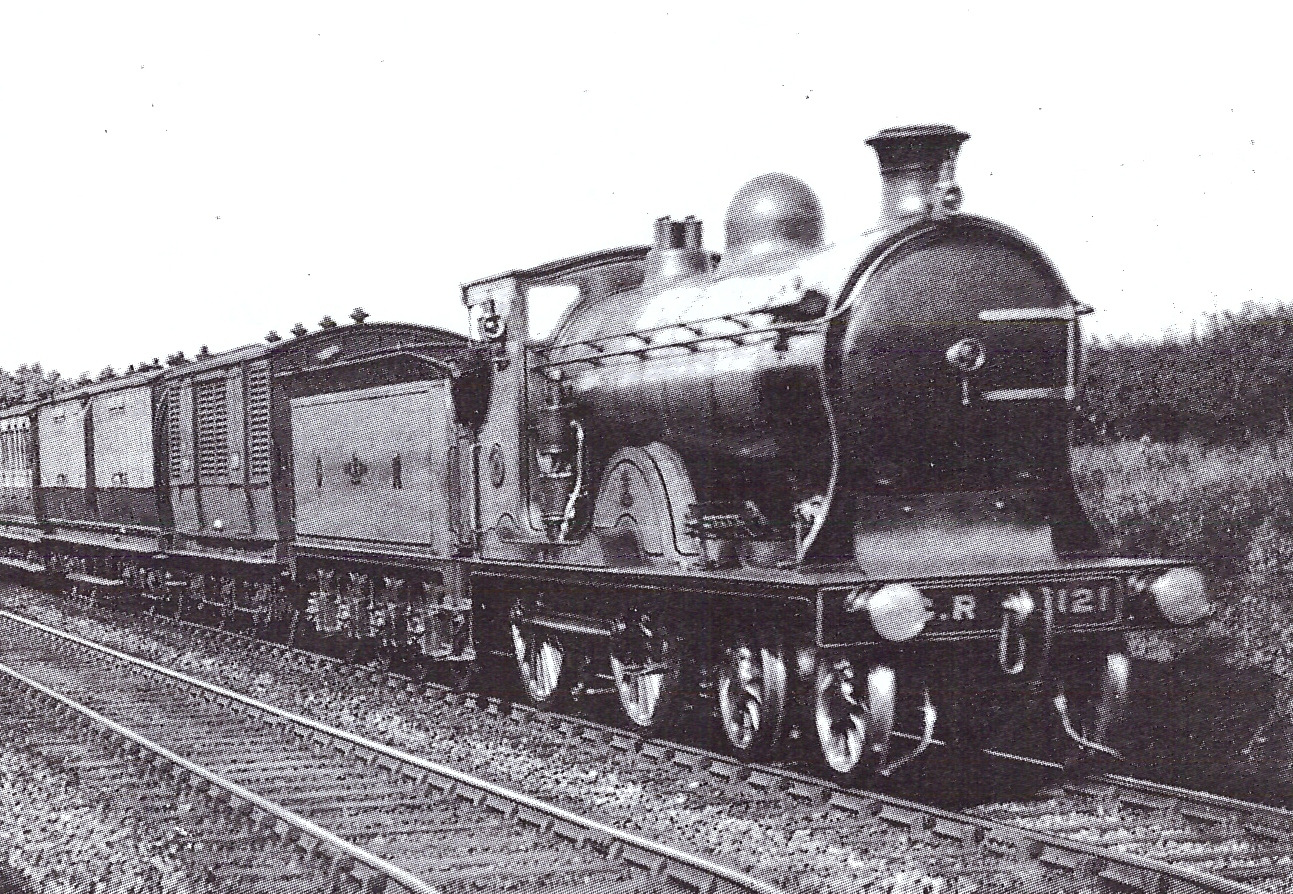
La locomotive 220 no 121, de la classe 139 qui tirait le train militaire.

L'accident a lieu en mai 1915 au cours de la Première Guerre mondiale. L'armée britannique est alors engagée sur le front de l'Ouest en France. Au Royaume-Uni, de nombreuses troupes sont transportées par train pour rallier le front depuis les camps d'instruction. Le  22 mai 1915, un bataillon du 7e régiment des Royal Scots quitte en train la gare de Larbert, dans le comté de Stirlingshire, à destination de Liverpool. Le convoi militaire est composé d'anciennes voitures en bois, dont une seule est éclairée. Le train est tiré par une locomotive de la série Caledonian McIntosh 220, la no 121.
À Quintinshill, est installé un poste d'aiguillage sur la ligne ferroviaire de la compagnie du Caledonian Railway reliant Glasgow à Carlisle, sur l'actuelle West Coast Main Line. En cet endroit, deux voies de garage se situent de part et d'autre des deux voies principales de la ligne. Ces deux voies de garage sont destinées au stationnement temporaire de trains afin de laisser passer des trains plus rapides empruntant les deux voies principales.

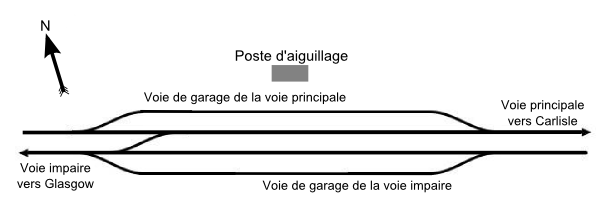
Schéma de la zone de garage de Quintinshill.

## L'accident
Le train militaire quitte Larbert à 3 h 45 et se dirige vers Liverpool sur la voie "montante" de la ligne (celle en direction de Carlisle). Vers 6 h 10, un train local de voyageurs à destination de Glasgow arrive sur la voie impaire de Quintinshill (celle en direction de Glasgow). Ce train effectue ensuite une manœuvre pour se mettre en attente sur la voie principale afin de permettre à un train express en retard venant de Londres de le dépasser. En temps normal, et en de pareilles circonstances, le train local aurait dû se mettre en attente sur la voie de garage impaire. Mais ce jour-là, cette voie de garage est occupée par un train de marchandises. De même, la voie de garage principale est elle occupée par un deuxième train de marchandises vide afin de céder la voie au train militaire. Deux trains express comportant des voitures-lits se succèdent en provenance de la gare d'Euston de Londres. Le premier est à destination d'Edimbourg et le second de Glasgow ; ils circulent normalement sur la voie impaire de Quintinshill.

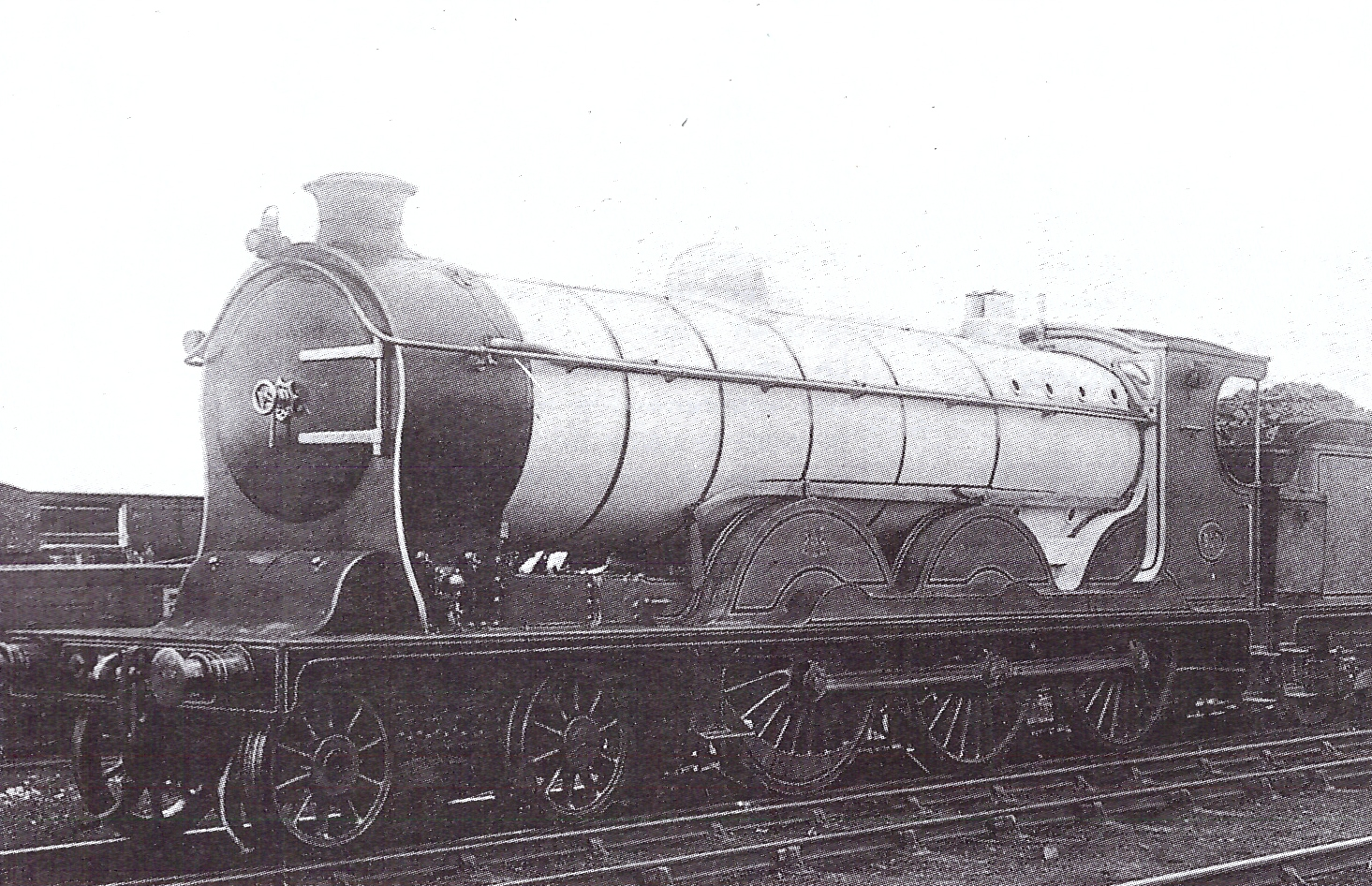
Une locomotive 230 classe Cardean, identique à celle du train local de voyageurs impliqué dans l'accident.

Le train militaire, tracté par une locomotive type 220 conçue par John F. McIntosh, la no 122 tractant 15 voitures (la plupart à 3 essieux et éclairées au gaz), cinq wagons et un fourgon-frein. Le train local est tiré par une lourde locomotive de type 230 de la classe Cardean, la no 907. Il est composé de la locomotive, d'un tender, de deux voitures de voyageurs et de deux fourgons. Deux trains express comportant des voitures-lits se succèdent en provenance de Londres, le second, formé de 13 voitures à bogies, est tiré quant à lui par deux locomotives de type 220, les numéros 140 (classe Dunalastair IV) et 48 (classe 43), et pèse près de 600 tonnes,.
L'accident est dû à une suite de négligences et d'incompréhensions entre les aiguilleurs locaux George Meakin de l'équipe de nuit et James Tinsley de l'équipe de jour. Le changement d'équipe a lieu normalement à 6 h et les aiguilleurs se transmettent les consignes à ce moment-là. Mais, ce jour là selon un accord informel qu’ils s’étaient fixés, l’aiguilleur James Tinsley profite du train local en retard pour le déposer et ne peut donc prendre à temps les consignes sur les mouvements des trains prévus le matin. Meakin avait noté sur une feuille les temps de passage des trains depuis 6 h afin que Tinsley puisse falsifier son heure d'arrivée dans le carnet de la cabine de signalisation.
Chronologie de l'accident, :

Animation montrant les différentes phases de l'accident.
En bleu, le train de marchandises sur la voie de garage impaire ; en orange, le train local de voyageurs ; en gris, le train de marchandises vide sur la voie de garage principale ; en vert, le train militaire ; en violet, le train express.

- À 6 h 30, le train local en provenance de Carlisle arrive à Quintinshill sur la voie impaire avec à bord de la locomotive l’aiguilleur James Tinsley. Comme la voie de garage impaire est occupée, l'aiguilleur George Meakin décide de faire stationner le train local sur la voie paire. Mais pendant la manœuvre, il ne prévient pas le poste d'aiguillage de Kirkpatrick, la gare située 5 km au nord-ouest dont dépend Quintinshill, du déroulé des évènements. Tant que le signal annonçant par télégramme que le train de marchandises n'occupe plus la voie principale n'est pas envoyé, le signal annonçant que la voie est désormais occupée par le train local ne peut être transmis. De plus, l'aiguilleur néglige aussi de mettre en place un collier de sécurité sur le levier de signalisation pour lui rappeler de ne pas manœuvrer ce levier tant que le train local est garé à Quintinshill. Une atmosphère de distraction règne alors dans le poste d'aiguillage, Tinsley achevant de recopier les mouvements de trains dans le carnet et Meakin discutant des nouvelles du journal du matin avec les serre-freins des deux trains de marchandises.

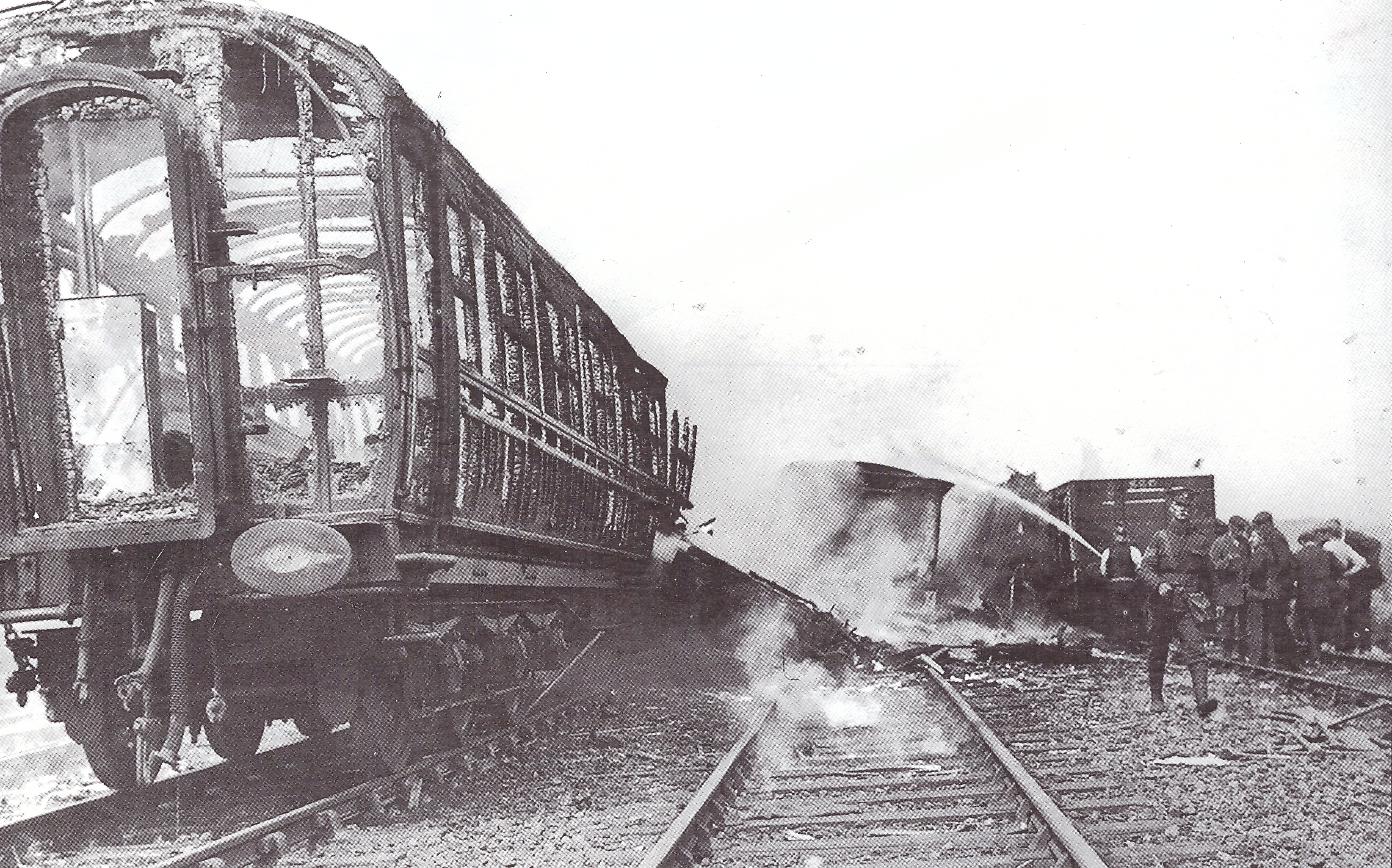
Extinction de l'incendie d'une des voitures.

- À 6 h 34, un des aiguilleurs informe la gare de Kirkpatrick que la voie est libre ; le train de marchandises vide de la voie paire étant maintenant positionné sur la voie garage attenante mais oublie d'avertir que la voie principale est occupée par le train local. Mais pendant la manœuvre, l'un des deux aiguilleurs envoie par mégarde le signal que la voie est libre au poste d'aiguillage de Kirkpatrick, la gare située 5 km au nord-ouest dont dépend Quintinshill. Le signaleur de Kirkpatrick autorise donc le train militaire en provenance de Glasgow à poursuivre son trajet.
- À 6 h 38, l'express d’Édimbourg franchit Quintinshill sans y marquer l'arrêt. Comme le veut la procédure lorsque de tels arrêts dépassent 4 min, le chauffeur du train local s'est rendu dans la cabine pour notifier sa présence en signant le carnet des trains mais ne s'est pas manifesté verbalement auprès du signaleur pour rappeler la présence de son train à contre-voie.

- À 6 h 47, l'aiguilleur James Tinsley reçoit le signal depuis la gare de Kirkpatrick que le train militaire entre dans la zone de Quintinshill. Tinsley en informe la gare suivante, celle de Gretna, qui autorise Tinsley à lever le signal de sortie de Quintinshill en oubliant toujours le mauvais positionnement des signaux et la présence du train local par lequel il vient pourtant d'arriver.

- À 6 h 49, le train militaire arrive à Quintinshill avec une vitesse de l'ordre de 110 km/h, il rentre alors en collision frontale avec la lourde locomotive du train local. La locomotive du train militaire se couche sur la voie et la plupart des voitures en bois situées derrière elle se fracassent et volent en éclats sur la voie impaire. Plusieurs soldats indemnes descendent sur cette voie. Tinsley change immédiatement les signaux de la voie impaire mais l'express de Glasgow les a déjà franchi.

- À 6 h 50, le second train express arrive à 100 km/h et vient heurter les débris de la locomotive, du tender et des voitures qui se trouvent sur sa voie ainsi que les autres voitures du convoi militaire. La locomotive et le tender du train militaire sont poussés contre le train de marchandises garé sur la voie latérale. Une des voitures du convoi militaire, qui était éclairée au gaz, prend feu. L'incendie se propage rapidement à toute la zone et atteint tous les trains. Il dure toute la journée et une partie de la nuit suivante.

## Conséquences

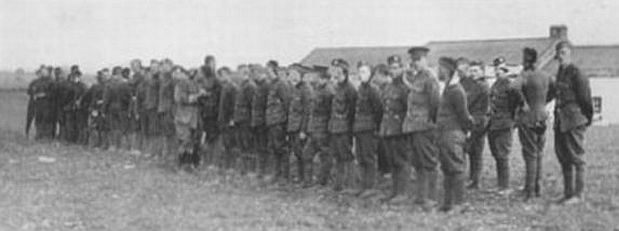
Les soldats survivants de la catastrophe ferroviaire.

L'accident provoque la mort de 227 personnes et en blesse 246 autres. Outre les militaires, on compte parmi les morts dix civils : deux passagers du train local et huit du train express ainsi que le conducteur et le chauffeur de la locomotive du train militaire. Sur les 500 soldats que transportait le train militaire, seuls 53 sont indemnes ; les autres sont morts, blessés ou disparus dans l'incendie.
En dehors des six derniers wagons et fourgons du convoi militaire qui s'étaient décrochés au moment de la collision et sont restés en arrière, toutes les 15 voitures brûlent dans l'incendie ainsi que quatre voitures du train express et quelques wagons du train de marchandises. De même, les quatre locomotives impliquées (celle du train militaire, celle du train local et les deux du train express) sont gravement endommagées par le feu.
Les soldats rescapés de l'accident sont conduits en train à Liverpool. Après un examen médical, ils sont déclarés inaptes au combat et retournent à Édimbourg.
L'enquête a déterminé que l'accident était dû essentiellement à une faute d'inattention des aiguilleurs qui n'avaient pas observé le règlement. Ils sont tous deux déclarés coupables d'homicide par le tribunal d'Édimbourg. James Tinsley est condamné à trois ans de travaux forcés et George Meakin à dix mois de prison. Après leur libération, ils travailleront à nouveau pour le chemin de fer.
La compagnie du Caledonian Railway, totalement exonérée par le jugement, est pointée du doigt par un documentaire (Britain's Deadliest Rail Disaster: Quintinshill) produit en 2015 par la BBC, considérant que l'absence d'utilisation des colliers par de nombreux aiguilleurs et les arrangements entre signaleurs pour débuter leur journée en retard étaient connus et non-sanctionnés avant même l'accident. La pression constante sur le personnel pour opérer un service intensif malgré l'ajout des circulations liées à la guerre et le choix d'utiliser pour le train de troupes d'antiques voitures en bois alors en cours de mise à la retraite sont également soulignés par ce documentaire qui suppose également que la perte de mémoire de James Tinsley à propos du train local pourrait s'expliquer par l'épilepsie dont il était atteint.

## Galerie de photographies

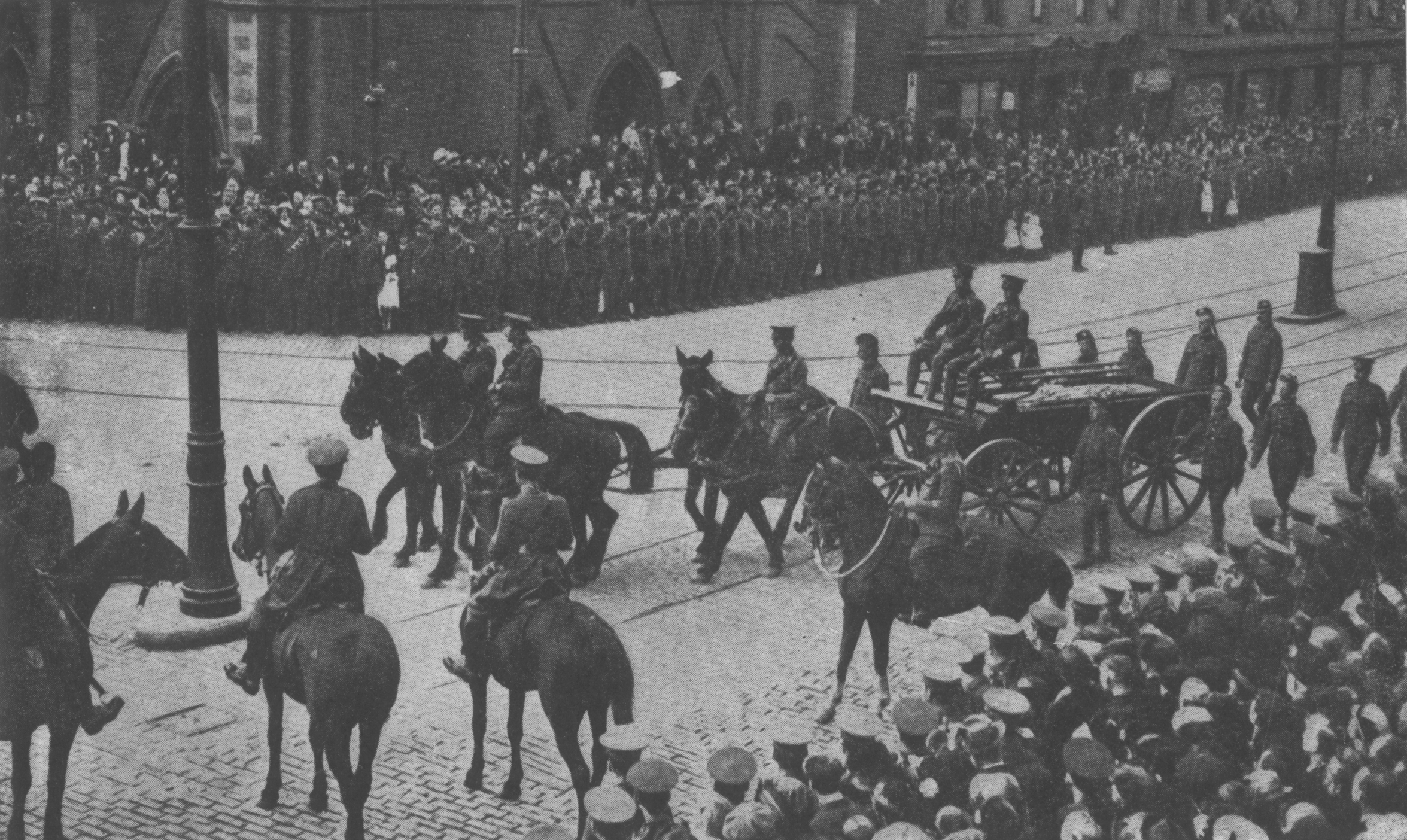
La procession funéraire des victimes de l'accident.
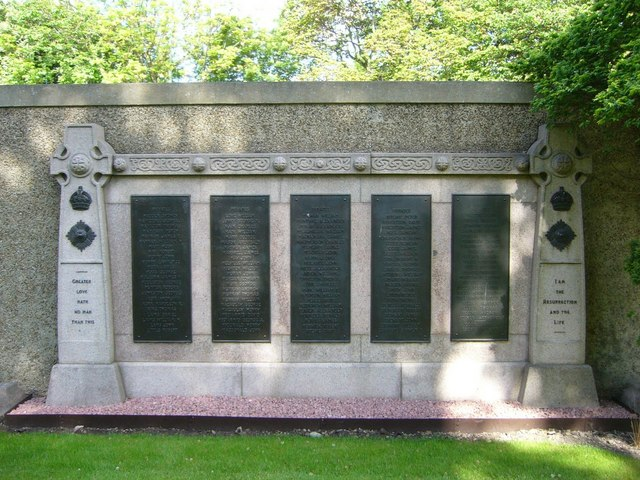
Mémorial de Gretna en souvenir de l'accident
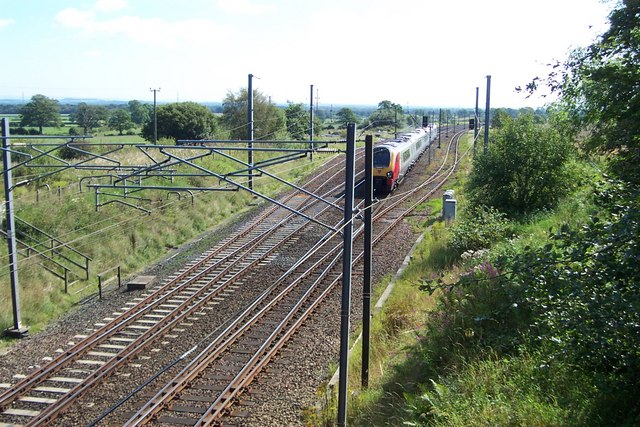
Vue du site de Quintinshill en 2007.